# ギャラリーヒルトン美容室
ギャラリーヒルトン美容室 IVANKA広島（英文社名:GalleryHilton 設立:2003年11月1日）は、広島市中区にある、会員制美容院。美容院での施術人数を1日5名と制限し、完全予約制とすることで高料金化に成功している。併設したショップでは美容室専売ヘアケアブランドIVANKAをカウンセリング販売。独自の美容技術と商品でローカルテレビ番組でたびたび紹介される。店頭に設置されている2m近いアフロの人形（ひるとん君、職業：髪の妖精）は、願い事を叶える人形としてNHKやテレビ新広島、中国新聞に取り上げられた。

## 主な出演メディア

### テレビ
- ビューティーナビ
- ひろしま満点ママ!!
- 美々★ヘアギャラリー（2005年6月1日～2005年10月24日）
- 経済どうでしょう
- 広島ウラキングを探せ
- ランランテレビ（2006年7月～）
- 満点FHUFOO
- とれとれ広島県
- 生ですカッキン

### 雑誌
- 25ans（ヴァンサンカン）
- CREA
- HANAKO
- ヴァンテーヌ
- Oggi
- Frau
- with
- アール
- Domani
- 美的
- 女性自身
- ヘアモード
- ラヴィドゥトランタン
- 婦人画報
- NIKITA

### イベント
- KOBE COLLECTION 2006 AUTUMN/WINTER